# Ernest Thompson
Ernest Thompson (nascido Richard Ernest Thompson; 6 de novembro de 1949) é um escritor, ator e cineasta estadunidense. Ele ganhou um Oscar de Melhor Roteiro Adaptado por Num Lago Dourado (1981), uma adaptação de sua peça de teatro de 1979 de mesmo nome.